# 倉重アサコ
倉重 アサコ（くらしげ あさこ、1906年（明治39年）5月19日 - 1985年（昭和60年）2月22日）は、山口県徳山市にあった料亭「松政」の元・仲居。
回天搭乗員との交流から「回天の母」とも呼ばれる。なお、倉重アサ子、倉重朝子という表記になっている出典もある。

## 来歴
山口県美祢郡美東町で、農家の長女として生まれる。尋常小学校を出て「松政」に奉公した後、一旦、結婚退職する。
1940年（昭和15年）、夫の病死にともない、31歳の時から「松政」で再び働き始める。徳山港が海軍の軍港だったこともあり、「松政」には海軍士官が度々訪れていた。
1944年（昭和19年）11月7日、板倉光馬少佐（大津島の回天隊水雷参謀兼指揮官）の依頼により、「松政」で60人のすき焼き宴会の世話をした事が、回天搭乗員たちとの親交の始まりだったという。以後、若い予科練生徒たちから、『お重さん、お母さん』と慕われた。「松政」では、第一回出撃（同年11月18日）前夜の壮行会も行われ、倉重は出撃する回天搭乗員たちに白い絹のマフラーを贈ったという。
終戦後の大津島・回天基地の部隊解散の日、生き残った搭乗員と初めて島に渡り、10年後の11月8日（最初の出撃記念日）に「松政」で再会することを誓い合った。その1955年（昭和30年）11月8日から毎年、大津島で慰霊祭を行うようになった。倉重は、住み込みだった「松政」の2階の自室に、夫の位牌と『人間魚雷回天将兵の諸英霊』と戒名を施した戦没隊員の位牌を置き、朝夕手を合わせ供養を続けたという。
1971年（昭和46年）7月、「松政」閉店にともない、倉重は里に帰った。毎年11月の大津島の慰霊祭には欠かさず出席した。
1985年（昭和60年）2月22日、死去。
2012年（平成24年）12月19日、「回天の母 お重さんに感謝する会」によって、回天記念館の前庭にお重桜（しだれ桜のエドヒガン）が植樹された。

## 関連楽曲
- 『回天の母 お重さん』（市川昭介）
- 『回天の母〜人間魚雷〜』（歌川二三子）

## 関連文献
- 産経新聞朝刊（大阪版では2007年6月5日-13日連載） 誰がために散る　もう一つの「特攻」